# Табір бандитів
Табір бандитів (англ. Halt of the Brigands) — декоративний твір для палацового інтер'єру, котрий створив італійський художник Алессандро Маньяско (1667—1749).

## Опис твору
Назва «Табір бандитів» — пізня і відображає палацове перебування твору. Вельможні володарі вбачали в полотні сценку з життя найбідніших верств населення, близьких до мандрівних циган, жебраків і бандитів. Назву спокійно можна замінити на «Табір циган» чи «Табір жебраків», нічого суттєво не міняючи в її сюжеті. Подібна назва виникла в десятиліття монополії на твори мистецтва європейської аристократії.
Авторська назва твору невідома і навряд чи вона була «Табір бандитів». У російськомовній літературі дотримуються старої, ще аристократичних часів назви.
Картина належить до декоративних творів, котрі випускала майстерня Алессандро Маньяско для декору палацових інтер'єрів і носила фантазійний характер. Твір не є побутовою сценою з життя бандитів, хоча низка персонажів картини не належала до людей з грошима, з освіченим дозвіллям і добробутом. В декоративному творі використані знахідки театральної декорації. Звідси пишна архітектурна руїна на тлі далекого пейзажу, побудована діагонально, як це робили і театральні декоратори Італії. Картина має двох авторів. Пишна архітектурна руїна — це робота італійського художника Клименте Сперо. Фігурки людей, що практично виконують роль стафажу і не головують в картині, виконав Алессандро Маньяско. Твір входить до серії декоративних композицій, де дві — сцени «вакханалій», а останні дві — так звані «Табори бандитів».

## Історія побутування
Серія картин перебувала у місті Прага, де була придбана для декорування палаців російської імператриці Єлизавети Петрівни.
У Єлизавети Петрівни дещо погіршилися стосунки з фаворитом Олексієм Розумовським. Власну прихильність імператриця надала освіченому і привабливому Івану Шувалову.
З нагоди побудови Шуваловим власного палацу на вулиці Італійській Єлизавета Петрівна і подарувала новому фаворитові чотири картини роботи Алессандро Маньяско. По заснуванню Петербурзької Академії мистецтв Іван Шувалов як меценат і засновник передав їх до новоствореного художнього закладу як навчальний посібник.

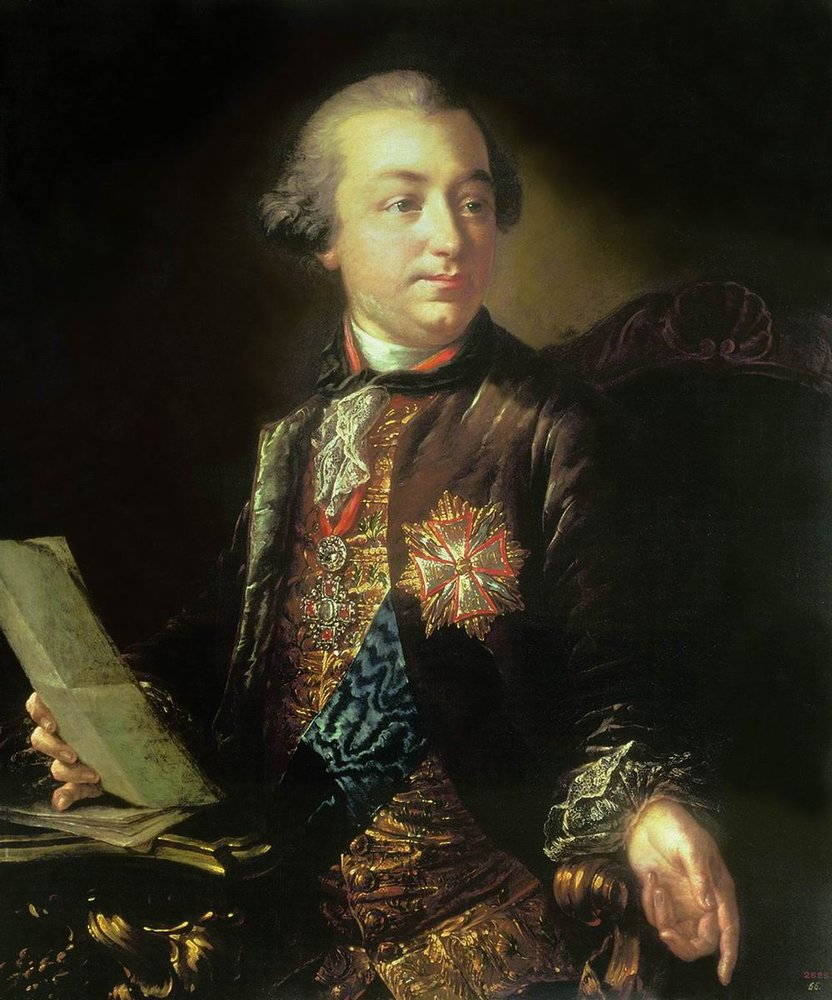
Худ. Лосенко Антон Павлович, «Портрет І.І. Шувалова»
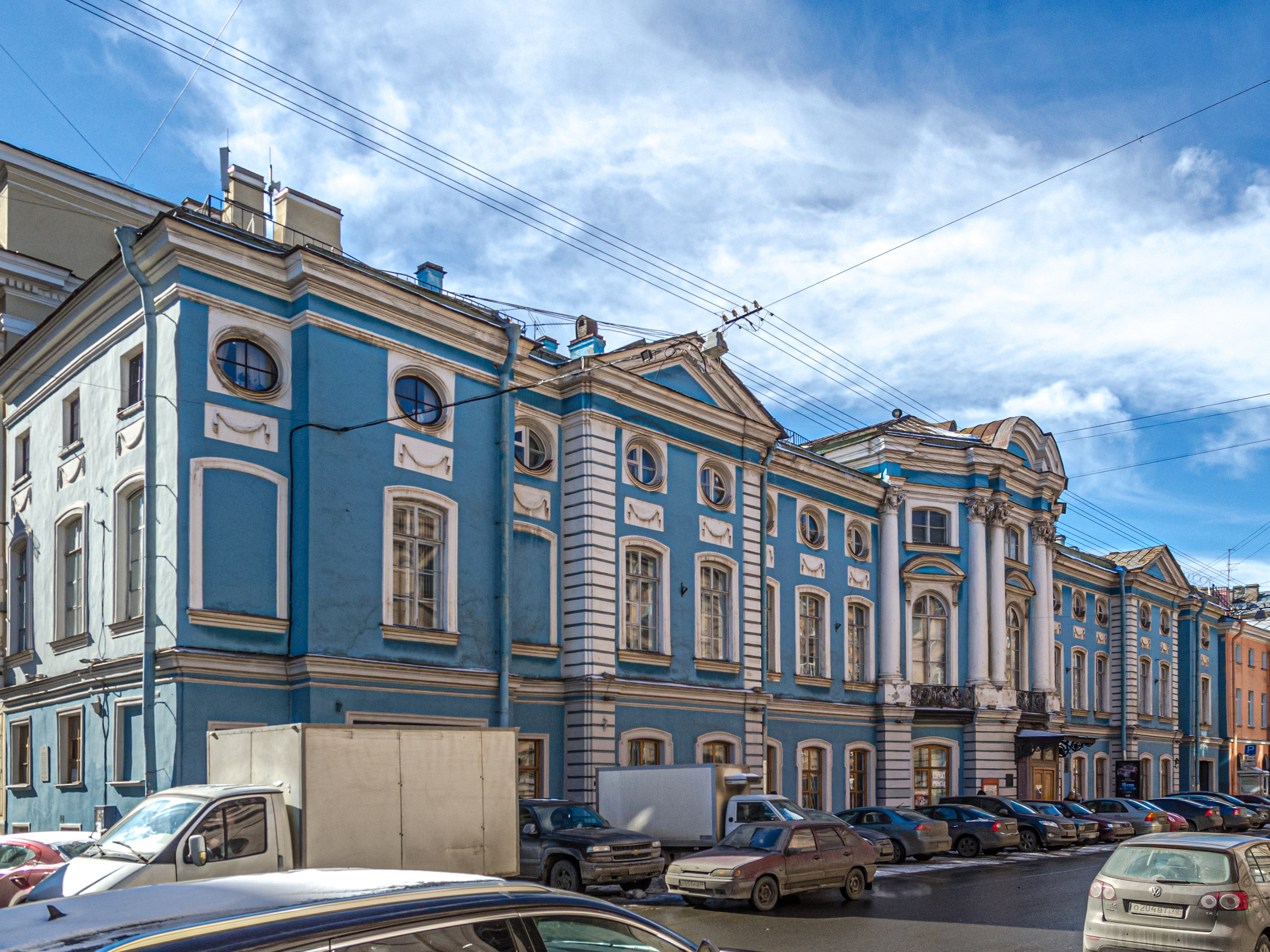
Колишній палац Івана Шувалова, стан на 2011 рік.
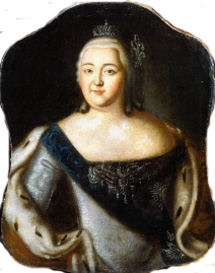
«Єлизавета Петрівна»

Лише 1922 року за часів СРСР музей Академії мистецтв піддали реквізиціям і найкращі твори навчального закладу перевезли до збірок Ермітажу. Серед забраних 1922 року картин були і чотири декоративні твори роботи Алессандро Маньяско.